# San Juan Bautista (Auguste Rodin)
San Juan Bautista Predicando es una escultura en bronce realizada por Auguste Rodin entre 1887 y 1888 y su segunda escultura de tamaño natural. En esta obra, que presenta al predicador completamente desnudo, permite recalcar los relieves realistas de un hombre atezado por el desierto.

## Descripción
El modelo de la obra fue un campesino de los Abruzos llamado Pignatelli que posó de pie con el brazo derecho ligeramente extendido y la mano levantada; los rasgos del rostro son de Danielli, un amigo del escultor. Rodin elaboró varios bocetos a partir de las ideas que su padre Jean-Baptiste Rodin fomentó desde su infancia sobre lecturas bíblicas y su inclusión en la orden de los Hermanos del Santísimo Sacramento como novicio bajo el nombre de hermano Auguste. San Juan Bautista Predicando fue expuesto por primera vez  en  el Salón en 1880 y es galardonado por este trabajo con una medalla. 
La pieza en bronce mide  2,03 metros de altura y la fundición fue realizada por la fábrica de fundiciones Alexis Rudier, posiblemente en 1915. Forma parte de la colección de Musée Rodin y cuenta con una versión en pequeño formato en el Museo Soumaya.